# François Goasduff
Francois Goasduff (Brasparts, 27 aprile 1935) è un ciclista su strada francese, professionista dal 1965 al 1972.

## Carriera
Tra i dilettanti si distinse nelle corse bretoni ottenendo diverse vittorie e posti d'onore. Vinse il Grand Prix de Plouay nel 1965 e si classificò terzo al Ruban Granitier Breton nel 1968. La sua carriera si è conclusa all'inizio degli anni '70.

## Palmarès

### Strada
- 1965

Bretagne Classic Ouest France
Giro di Bretagna

## Piazzamenti

### Grandi Giri
- Tour de France

1962: ritirato